# Maiori
Maiori är en ort och kommun i provinsen Salerno i regionen Kampanien i Italien. Kommunen hade 5 570 invånare (2017).